# Real Love (chanson des Beatles)
Pour les articles homonymes, voir Real Love.
Singles de The Beatles
Free as a Bird / Christmas Time (Is Here Again)
(1995) Now and Then / Love Me Do
(2023)
Pistes inédites de Anthology
Leave My Kitten Alone
 (Anthology 1) If You've Got Trouble
 (Anthology 2)
Real Love est une chanson écrite et enregistrée en démo par John Lennon en 1979 qui a été ensuite retravaillée par les trois membres survivants des Beatles en 1995. C'est la seconde et dernière chanson inédite achevée des Beatles pour le projet Anthology.
Le clip vidéo est réalisé par Kevin Godley et comprend, entre autres, des séquences filmées durant les séances d'enregistrement. 

## Historique
En 1994, lorsque le projet Anthology est en préparation, les trois Beatles communiquent avec la veuve de leur collègue disparu afin qu'elle de leur permette de compléter des enregistrements de chansons inédites cachés dans les archives de son mari. Yoko Ono offre donc à Paul McCartney, George Harrison et Ringo Starr des démos de quatre chansons; Free as a Bird, Grow Old with Me (en), Now and Then et Real Love.
Enregistrée sur une cassette audio à son domicile du Dakota à New York, possiblement en 1979, Real Love est d'abord parue en 1988 dans la bande originale du documentaire Imagine: John Lennon dans sa version démo non retouchée. La version utilisée pour ce documentaire est de meilleure qualité sonore que celle que les Beatles ont reçu en 1994, affectée par un bourdonnement de 60hz et un sifflement de bande (en).
Contrairement à Free as a Bird, retravaillée sur ruban magnétique par Geoff Emerick, c'est le producteur Jeff Lynne cette fois qui est responsable de la restauration de cet enregistrement. Il recrute Marc Mann (en), un ingénieur de son et spécialiste en informatique, qui passe près d'une semaine à rehausser la qualité du son de Real Love. Il effectue le transfert audio à l'ordinateur utilisant un tout nouveau logiciel Sound Designer II de Digidesign (en), et le son est restauré avec des outils tels que Digidesign Intelligent Noise Reduction (ou DINR), Opcode Systems Studio Vision (en) et Pro Tools. Un sifflement de bande est bien audible, occasionné par la faible rotation de 1 7/8 pouce par seconde du magnétophone à cassette, contrairement à 15 ou 30 pour un appareil professionnel. Un bourdonnement de 60hz est aussi entendu, possiblement dû à de l'interférence avec le système électrique du vieil édifice dans lequel l'appareil est branché ou de l'éclairage fluorescent de la pièce. La vitesse de l'enregistrement doit être modifiée car l'appareil possède une rotation un peu plus rapide et le piano lui-même était accordé d'une fraction de ton plus haute. Il doit, comme Jon Jacobs pour la chanson précédente, couper chacun des vers de la chanson, quelques fois en étirant le son, afin de l'uniformiser avec une piste rythmique (en). Chacun des dizaines de fichiers est travaillé individuellement autant pour la qualité du son que pour la hauteur de la note.
Pour terminer, Lynne et Mann effectuent des arrangements préliminaires en guise de preuve de concept; Mann jouant des claviers et Lynne la guitare basse et le duo à la guitare acoustique. Seul l'ajustement rythmique de Now and Then est effectué par Mann et, la veille du départ, celui-ci transfert les deux chansons sur une bobine 2 pouces de 24 pistes, avec un mixage sur cassette DAT pour facilité l'écoute. Lynne prend l'avion pour Londres afin de présenter son travail aux Beatles. 
À son arrivée, le 1er février 1995, les ingénieurs de son du studio The Mill (en) effectuent un transfert sur l'équipement de McCartney. Le lendemain, contre toute attente, le groupe, assisté de l'ingénieur de son Steve Orchard, décide de s'attaquer à la chanson Now and Then mais cesse rapidement le travail vu la qualité sonore de cette ébauche de restauration incomplète. Le 10 février les séances d'enregistrements de Real Love débutent, mais comme cette composition de Lennon est complète, le trio se sent plutôt comme des musiciens studio pour leur confrère que de réels co-créateurs.
Real Love sort en tant que single des Beatles et comme chanson d'ouverture de l'album Anthology 2 en 1996 au Royaume-Uni, aux États-Unis et dans de nombreux autres pays. Elle a été chaleureusement accueillie par certains critiques et a obtenu un disque d'or plus rapidement que bon nombre d'autres singles du groupe[réf. nécessaire]. La chanson n'a cependant pas figuré sur la playlist de la BBC Radio 1, ce qui a entraîné des critiques de la part de fans et même de membres du Parlement du Royaume-Uni accusant la radio publique d'âgisme. Le single atteint la 11e position du top 100 des classements aux États-Unis et devient le 28e single des Beatles à atteindre le top 10 en Angleterre, se classant à la 4e position.
Après les sorties de Free as a Bird, en single et sur Anthology 1, et Real Love, Ringo Starr déclare : « L'enregistrement des nouvelles chansons ne semblait pas du tout artificiel, cela s'est fait naturellement et ce fut très amusant, avec aussi de l'émotion parfois. Mais c'est la fin, vraiment. Il n'y a rien de plus que nous pouvons faire en tant que Beatles ». Grow Old with Me ne sera donc pas complétée par le groupe. Par contre, à l'initiative de Paul McCartney près de trente ans plus tard, grâce à un algorithme d'intelligence artificielle de séparation des sons développé par l'équipe de Peter Jackson pour le documentaire The Beatles: Get Back, la chanson Now and Then est finalisée et sort en novembre 2023 pour atteindre la première position du classement britannique et le top 10 aux États-Unis.
En janvier 2025, Dhani Harrison affirme avoir entendu, en présence de Sean Ono Lennon, une version de Free as a Bird remixée avec la même technologie de séparation des sons pour la réalisation de Now and Then. Real Love serait elle aussi remixée mais aucun détail de la mise en marché de ces deux titres n'a encore été annoncé. Le 20 août 2025, les réseaux sociaux des Beatles et de Paul McCartney laissent supposer la sortie future d'un volume 4 du projet Anthology qui contiendrait, entre autres inédits, ces deux chansons remixées.

## Interprètes
- John Lennon : chant, piano, boîte à rythmes
- Paul McCartney : basse, contrebasse, chœurs, guitare acoustique, synthétiseurs,  percussions
- George Harrison : guitare acoustique, chœurs, guitare électrique, Banjo ukulele (en), percussions
- Ringo Starr : batterie, percussions, chœurs
- Jeff Lynne : chœurs, guitare[3]

### Équipe technique
- Jeff Lynne : producteur
- Marc Mann (en) : ingénieur de son
- Steve Orchard : ingénieur de son

## Les 45 tours
EPs par The Beatles
Free as a Bird
(1995)
Le 5 mars 1996 est publiée en 45-tours la chanson Real Love couplée à une version sur scène de la chanson Baby's in Black. Cette prestation a été enregistrée au Hollywood Bowl le 30 août 1965 mais le commentaire de présentation de la chanson par John Lennon a été enregistré au même endroit la veille. Cette chanson n'apparaissait pas sur le 33-tours The Beatles at the Hollywood Bowl paru en 1977 mais sera finalement incluse dans la réédition de 2016.
Une version maxi (CD single) a aussi été publiée le même jour avec les deux chansons précédentes mais celles-ci accompagnées de Yellow Submarine et de Here, There and Everywhere.  La première pièce est un mix différent de la version bien connue avec une intro de Ringo Starr enregistrée à l'époque mais qui avait été laissée de côté. On entend aussi la prise 7 de Here, There and Everywhere, enregistrée le 16 juin 1966, avec les harmonies vocales rajoutées en post-production sur la finale. C'est la prise 13 qui est utilisée sur l'album Revolver.
Le 22 novembre 2019, Real Love est remastérisée et placée sur un 45 tours en vinyle 7 pouces double face A, couplée à Free as a Bird, pour être incluse dans un boîtier à tirage limité de la collection complète des singles du groupe.

### Liste des chansons
Single
| 1. | Real Love | John Lennon | John Lennon | 3:55 |

| 2. | Baby's in Black | Lennon/McCartney | John Lennon | 3:03 |

EP
| 1. | Real Love       | John Lennon      | John Lennon | 3:55 |
| 2. | Baby's In Black | Lennon/McCartney | John Lennon | 3:03 |

| 3. | Yellow Submarine           | Lennon/McCartney | Ringo Starr    | 2:48 |
| 4. | Here, There and Everywhere | Lennon/McCartney | Paul McCartney | 2:23 |

Single double face A, 2019
| No | Titre     | Auteur | Chant principal | Durée |
| -- | --------- | ------ | --------------- | ----- |
| 1. | Real Love | Lennon | John Lennon     | 3:55  |

| No | Titre                  | Auteur                            | Chant principal            | Durée |
| -- | ---------------------- | --------------------------------- | -------------------------- | ----- |
| 2. | Free as a Bird (remix) | Lennon/McCartney/Harrison/Starkey | John Lennon/Paul McCartney | 4:26  |

## Vidéoclip
Réalisé par l'ex-membre du groupe 10cc, Kevin Godley, certaines des images de ce clip ont été tournées en 1995 par Geoff Wonfor, le réalisateur du documentaire, alors que les trois musiciens étaient en studio pendant l'enregistrement de la chanson. Le clip est diffusé au moment de la sortie du single et de l'album Anthology 2 et plus tard publié dans le coffret DVD du documentaire. On peut aussi le retrouver, avec le son remastérisé, sur le second disque vidéo de la réédition de luxe de la compilation 1 publiée en 2015.

## Classements
| Date | Single    | Chart                   | Durée du classement | Position |
| ---- | --------- | ----------------------- | ------------------- | -------- |
| 1996 | Real Love | Hot 100                 | 7 semaines          | 11e      |
| 1996 | Real Love | UK Singles Chart        | 9 semaines          | 4e       |
| 1996 | Real Love | Single Top 100          | 7 semaines          | 45e      |
| 1996 | Real Love | ARIA Charts             | 6 semaines          | 6e       |
| 1996 | Real Love | (V) Ultratop            | 1 semaines          | 50e      |
| 1996 | Real Love | Suomen virallinen lista | 3 semaines          | 4e       |
| 1996 | Real Love | Top 100                 | 1 semaines          | 36e      |
| 1996 | Real Love | Mega Top 50             | 5 semaines          | 21e      |
| 1996 | Real Love | Sverigetopplistan       | 6 semaines          | 2e       |
| 1996 | Real Love | Schweizer Hitparade     | 6 semaines          | 26e      |

## Postérité

### Real Love: The Drawings for Sean
La chanson donne son nom à Real Love: The Drawings for Sean un recueil de dessins de Lennon pour son fils Sean, publié en 1999.

### John Lennon Real Love Award
En 2014 est créé le John Lennon Real Love Award pour le spectacle annuel John Lennon Tribute qui permet de lever des fonds pour l'association Theatre Within de New York. Ce prix « célèbre les artistes pour leur créativité, leur soutien à des causes caritatives ou leur engagement durable envers l'activisme social. »

#### Récipiendaires
- 2014 - Bob Gruen
- 2015 - Eve Ensler
- 2016 - Donovan
- 2017 - Patti Smith
- 2018 - Rosanne Cash
- 2019 - Natalie Merchant
- 2020 - Non attribué
- 2021 - Ani DiFranco
- 2022 - Joan Osborne
- 2023 - Graham Nash
- 2024 - Kenny Loggins[27]